# Александер фон Дона-Шлобитен (1661 – 1728)
Александер фон Дона-Шлобитен (на немски: Alexander Burggraf zu Dohna-Schlobitten; * 5 февруари 1661 в дворец Копет при Женева; † 25 февруари 1728 в Кьонигсберг в Прусия) е граф и бургграф на Дона-Шлобитен, бранденбургски и пруски генерал-фелдмаршал и дипломат, основава линията Шлобитен.

## Произход
Той е син на граф и бургграф Фридрих фон Дона (1621 – 1688), щатхалтер на княжество Оранж (1648 – 1660), и съпругата му Есперанца ду Пуй де Монтбрун (1638 – 1690). По-малките му братя са Йохан Фридрих (1663 – 1712, убит), маркиз де Ферасиерес, и Кристоф I (1665 – 1733), бургграф и граф Дона-Шлодиен.
Неговата фамилия отива около 1500 г. в Източна Прусия, където остава до 1945 г. Той строи дворец Шлобитен. Клонът Шлобитен е издигнат на 1 януари 1900 г. на наследствени пруски князе.

## Фамилия
Първи брак: на 10 септември 1684 в Нойклостер при Визма се жени за графиня и бургграфиня Емилия (Амалия) Луиза фон Дона-Карвинден (* 20 юли 1661, Стокхолм; † 2 април 1724, Кьонигсберг), дъщеря на граф и бургграф Кристоф Делфикус фон Дона-Карвинден (1628 – 1668) и графиня Анна от Корсхолм-Васа (1620 – 1690). Те имат четиринадесет деца:
- Есперанца (1685 – 1685)
- Амелия Луиза (1686 – 1757), омъжена I. на 8 септември 1701 г. за граф Ото Магнус фон Дьонхоф (1665 – 1717), II. 1725 г. за граф Фридрих Вилхелм фон Шверин (1678 – 1727)
- Шарлота София Елеонора (1688 – 1689)
- Луиза Шарлота (1688 – 1736), омъжена на 24 август 1704 г. за граф Фридрих Вилхелм фон Вид-Нойвид (1684 – 1737)
- Карл Симон (1689 – 1690)
- Кристиана Шарлота (1691 – 1696)
- Александер Аемилиус (1692 – 1693)
- Урсула Анна (1693 – 1737), омъжена на 16 април 1713 г. за граф Фердинанд Кристиан фон Липе-Детмолд (1668 – 1724), син на Симон Хайнрих фон Липе-Детмолд
- Фридрих (1695 – 1705)
- Карл Вилхелм (1696 – 1697)
- София Вилхелмина (1697 – 1754), омъжена на 16 декември 1721 г. в Кьонигсберг за бургграф и граф Фридрих Лудвиг фон Дона-Карвинден (1694 – 1749)
- Албрехт Кристоф (1698 – 1752), полковник-лейтенант, женен I. на 2 септември 1721 г. за графиня Амелия Елизабет фон Липе-Детмолд (1697 – 1730), II. на 3 декември 1730) за графиня Доротея София фон Золмс-Браунфелс (1699 – 1733); III. на 11 август 1736 г., за принцеса София Хенриета фон Шлезвиг-Холщайн-Зондербург-Бек (1698 – 1768), дъщеря на херцог Фридрих Лудвиг фон Шлезвиг-Холщайн-Зондербург-Бек (1653 – 1728)
- Йохана Шарлота (1699 – 1726), омъжена на 1 декември 1719 г. за бургграф и граф Карл Флорус фон Дона-Шлодиен (1693 – 1765)
- Александер Емилиус (1704 – 1745, убит), полковник, женен на 5 януари 1738 г. за принцеса София Шарлота фон Шлезвиг-Холщайн-Зондербург-Бек (1722 – 1763), дъщеря на херцог Фридрих Вилхелм II фон Шлезвиг-Холщайн-Зондербург-Бек (1687 – 1749)

Втори брак: на 25 декември 1725 г. в Райхертсвалде се жени за бургграфиня и графиня Йохана София фон Дона-Лаук (* 27 август 1682, Замрод; † 2 април 1735, Кьонигсберг), дъщеря на бургграф и граф Кристоф Фридрих фон Дона-Лаук (1652 – 1734) и графиня Йохана Елизабет фон Липе-Детмолд (1653 – 1690). Те нямат деца.